# Киржарі
Киржарі (рум. Cârjari) — село у повіті Прахова в Румунії. Входить до складу комуни Вилкенешть.
Село розташоване на відстані 75 км на північ від Бухареста, 19 км на північ від Плоєшті, 66 км на південний схід від Брашова.

## Населення
За даними перепису населення 2002 року у селі проживали 770 осіб, усі — румуни. Усі жителі села рідною мовою назвали румунську.